# Sotto il ristorante cinese
Pour plus de détails, voir Fiche technique et Distribution.
Sotto il ristorante cinese est une comédie fantastique italienne réalisée par Bruno Bozzetto et sortie en 1987.
C'est le seul film en prise de vues réelles de son réalisateur, plus connu pour ses films d'animations et ses bandes dessinées,.

## Synopsis
Ivan est un étudiant universitaire qui vit avec sa mère. Il est sur le point d'épouser Ursula, sa fiancée, qui est aussi sa patronne. Un jour, alors qu'il quitte son domicile pour faire une course, il rencontre un vieil ami, diplômé de l'université mais exerçant un modeste emploi de déchargeur de marchandises. Pendant leur conversation, trois voleurs étrangers attaquent une banque et Ivan se retrouve impliqué dans le casse. Il parvient à s'échapper, mais les malfaiteurs, bien décidés à l'écarter parce qu'il a vu leurs visages, le traquent, le poursuivant jusqu'à une impasse où se trouve un restaurant chinois.
Ivan se réfugie dans la cave du restaurant et, en tentant de se cacher dans un débarras, ouvre une porte qui, à son immense étonnement, mène à une plage tropicale. N'ayant pas d'autre choix, le garçon décide de franchir le seuil et se retrouve catapulté dans un monde parallèle, peuplé d'étranges créatures. Il y fait la connaissance d'Eva, une jeune fille qui vit dans ce monde depuis son enfance en compagnie de son père. Ce dernier est un professeur qui a réussi grâce à une télécommande de science-fiction à ouvrir une passerelle dimensionnelle : avec cet appareil, il est en effet possible de pénétrer dans d'autres mondes.
La jeune fille, qui a vécu pratiquement toute sa vie avec son père sans pouvoir rencontrer personne, est fascinée par Ivan et décide de le suivre dans le monde dans lequel il vit, l'entraînant dans une série de malentendus et de petites mésaventures. Le garçon découvre peu à peu qu'il est tombé amoureux d'elle, mais Ursula et surtout la bande de malfrats sont toujours à sa recherche, pour deux raisons différentes, ce qui va amener Ivan à prendre une décision qui va changer sa vie.

## Fiche technique
- Titre original italien : Sotto il ristorante cinese[3]
- Réalisateur : Bruno Bozzetto
- Scénario : Bruno Bozzetto, Fabio Comana
- Photographie : Agostino Castiglioni
- Montage : Ugo De Rossi
- Musique : Roberto Frattini
- Décors : Carmelo Patrono
- Costumes : Lia Francesca Morandini
- Production : Bruno Bozzetto, Alessandro Calosci, Antonio D'Urso
- Sociétés de production : Bozzetto International S.r.l., Reteitalia
- Pays de production :  Italie
- Langue originale : italien
- Format : Couleur - Son mono - 35 mm
- Durée : 94 minutes
- Genre : Comédie fantastique
- Dates de sortie :
  - Italie : 14 avril 1987

## Distribution
- Claudio Botosso (it) : Ivan
- Amanda Sandrelli : Eva
- Claudia Lawrence (it) : Bibi, la mère d'Ivan
- Bernard Blier : le professeur, le père d'Eva
- Nancy Brilli : Ursula
- Giuseppe Cederna : Giovanni, le chauffeur d'Ursula
- Cinzia Monreale : le voleur
- Haruhiko Yamanouchi : le cuisinier chinois
- Renato Sarti (it) : le type louche au bar